# Гейдж, Кевин
Ке́вин Гейдж (англ. Kevin Gage; род. 26 мая 1959, Висконсин) — американский актёр кино и телевидения, продюсер и сценарист. Известен ролью Уэйнгро в фильме Майкла Манна «Схватка» (1995).
Как и в "Схватке" играл вместе с Дэнни Трехо в фильме "Смертельное оскорбление".
С 2003 по 2005 год отбывал тюремное заключение за выращивание марихуаны.

## Личная жизнь
В возрасте 21 года к нему подошел театральный агент, когда он обслуживал бар в стейк-хаусе, и предложил стать актером. В 1985—1987 годах был женат на актрисе Келли Престон (1962—2020).
30 июля 2003 года Гейдж был приговорен к 41 месяцу тюрьмы. С 29 сентября 2003 года он пребывал в федеральной тюрьме за выращивания марихуаны, несмотря на наличие калифорнийской лицензии на лекарственную марихуану. Гейдж заявил, что он выращивал лекарственную марихуану, чтобы справиться с болью и стрессом от травм, полученных в результате автокатастрофы в 1993 году, а также для сестры, больной раком, и брата с рассеянным склерозом. Был выпущен 21 сентября 2005 года.

## Избранная фильмография
| Год  |   | Русское название        | Оригинальное название | Роль                         |
| ---- | - | ----------------------- | --------------------- | ---------------------------- |
| 1995 | ф | Схватка                 | Heat                  | Уэйнгро                      |
| 1997 | ф | Солдат Джейн            | G.I. Jane             | сержант инструктор Макс Пиро |
| 2001 | ф | Кокаин                  | Blow                  | Leon Minghella               |
| 2001 | ф | Вышибалы                | Knockaround Guys      | Brucker                      |
| 2001 | ф | Часовой механизм        | Ticker                | Пух                          |
| 2002 | ф | Мэй                     | May                   | Мистер Кенеди                |
| 2007 | ф | Большой Стэн            | Big Stan              | Буллард                      |
| 2008 | ф | Развлечение             | Amusement             | Тритон                       |
| 2009 | ф | Похороненная            | Laid to Rest          | Такер Смит                   |
| 2009 | ф | Линия                   | La linea              | Вайр                         |
| 2010 | ф | Смертельное оскорбление | The Killing Jar       | водитель Хэнк                |